# Marktkirche (Hameln)

Marktkirche (rechts daneben das Hochzeitshaus)

Die aus dem 13. Jahrhundert stammende evangelisch-lutherische Marktkirche St. Nicolai ist nach dem Münster St. Bonifatius, die zweitälteste Kirche Hamelns und bildet zusammen mit dem Hochzeitshaus das Zentrum der Hamelner Altstadt.

## Vor- und Baugeschichte
Die Fundamente eines ersten Vorgängerbaus wurden 1957 beim Wiederaufbau der im Zweiten Weltkrieg zerstörten Marktkirche gefunden. Diese stammen wohl von einer kleinen einschiffigen, quadratischen Kapelle mit Westturm aus der ersten Hälfte des 12. Jahrhunderts.
In der zweiten Hälfte des 12. Jahrhunderts wurde die Kapelle zu einer dreischiffigen romanischen Basilika mit Querhaus ausgebaut, dessen Nord- und Südseite mit seinen Rundbogenfenstern heute noch erhalten sind. Geweiht wurde die Kirche dem Hl. Nikolaus.
Nach einem Brand von 1220/1230 errichtete man wahrscheinlich eine frühgotische Gewölbebasilika und erhöhte den Westturm.
1250–1260 wurde die Kirche dann zu einer Hallenkirche umgebaut. Dabei wurde der Turm abermals aufgestockt, sowie die Seitenschiffe verlängert und erhöht. 1290–1310 wurde die Halle nach Osten um ein fünftes Joch erweitert und eine polygonal geschlossene Apsis und eine Sakristei angebaut.
Davon sind heute noch die Außenwände, die östlichen Joche mit der Chorapsis und die westliche Nordtür, das sogenannte Brautportal, mit dem segnenden Christus erhalten.
Nach dem Siebenjährigen Krieg erhielt die Marktkirche 1764–1768 eine barocke Innenausstattung, neue Fenster und über Mittel- und südlichem Seitenschiff ein Satteldach. 1899 wurde das Innere neugotisch umgestaltet.
Am 5. April 1945 wurde der Kirchturm in Brand geschossen und fiel in das Kirchenschiff und das benachbarte Rathaus, welche beide ausbrannten.
Die Kirche wurde in den Jahren 1957–1959 nach den Plänen des Architekten Eberhard G. Neumann als Basilika mit einer geraden Decke in Mittel- und Seitenschiffen wiederaufgebaut, welche durch quadratische Pfeiler gestützt werden. Im Chor und in den beiden Querhäusern hat man die Gewölbe belassen. An der Westwand hat man eine bogenförmig geschwungene Empore gebaut, auf der die Orgel steht. Am 6. Dezember 1959, dem Festtag des Hl. Nikolaus, wurde die Kirche feierlich eingeweiht.
1987 wurde die denkmalgeschützte Marktkirche grundlegend renoviert und neugestaltet.

## Ausstattung

### Tür des Westportals
Die Türflügel des Westportals sind eine Kupfertreibarbeit aus dem Jahr 1961 der Goldschmiede Bolze aus Bremen, nach den Entwürfen von Eberhard G. Neumann. Auf dem linken Flügel sieht man die Kirche um 1200 mit den Attributen des Schutzpatrons Nikolaus von Myra, die Lutherrose mit der Jahreszahl 1542, dem Jahr der Einführung der Reformation in Hameln und die zerstörte Marktkirche mit einem aufsteigenden Phönix. Der rechte Flügel zeigt die Welt mit dem Hamelner Stadtwappen, die Weserbrücke mit Lachsen und das Kreuz des deutschen Ostens zur Erinnerung an die Flüchtlinge in Hameln.

### Altar und Kruzifix

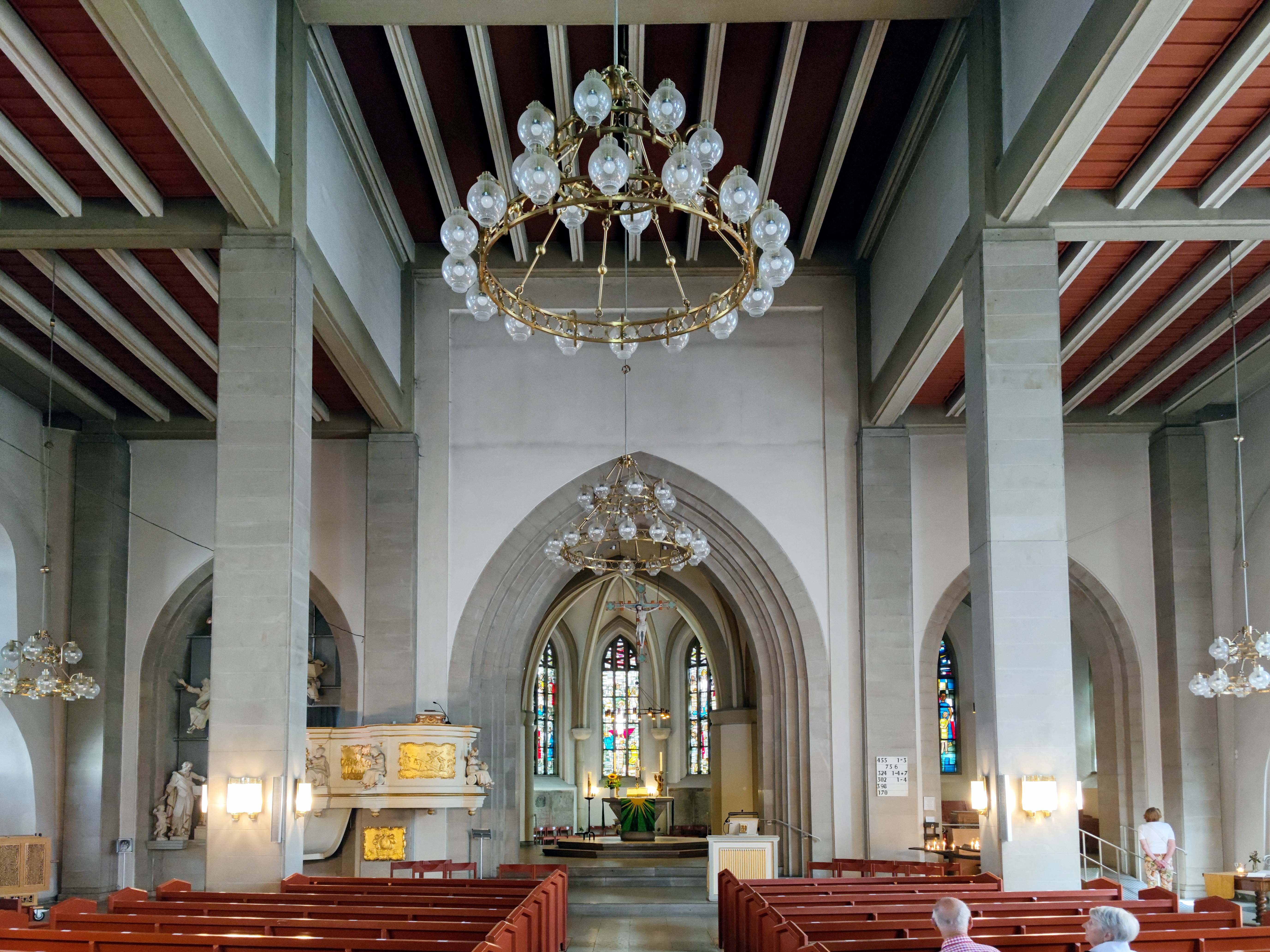
Marktkirche St. Nicolai: Innenraum

Auf einer Erhöhung im Vierungsgewölbe steht der Altar, geschaffen vom Hamelner Bildhauer Arn Walter. Der Altar hat die Form eines Kelches und zeigt auf den abgeschrägten Seiten die Symbole des Opfertodes Christi im Abendmahl. Diese sind: Ähren, Trauben, Fische, Dornenkrone und Marterwerkzeuge Christi. Das gleichschenklige Messingkreuz zeigt unter einem Bergkristall ein Medaillon der Kreuzigungsszene. An den Kreuzenden sieht man die Symbole der vier Evangelisten, also ein geflügelter Mensch für Matthäus, ein Löwe für Markus, ein Stier für Lukas und ein Adler für Johannes. Das Kreuz stammt vom Bremer Goldschmied Franz Bolze.
Auf den Seiten des Altars stehen zwei Bronzeleuchter in Engelsgestalt aus dem frühen 16. Jahrhundert.
Im Vierungsbogen hängt das hölzerne Kruzifix aus der Mitte des 15. Jahrhunderts. Es weist an den Enden stilisierte Blätter auf.

### Kanzel und Reste des Hochaltars

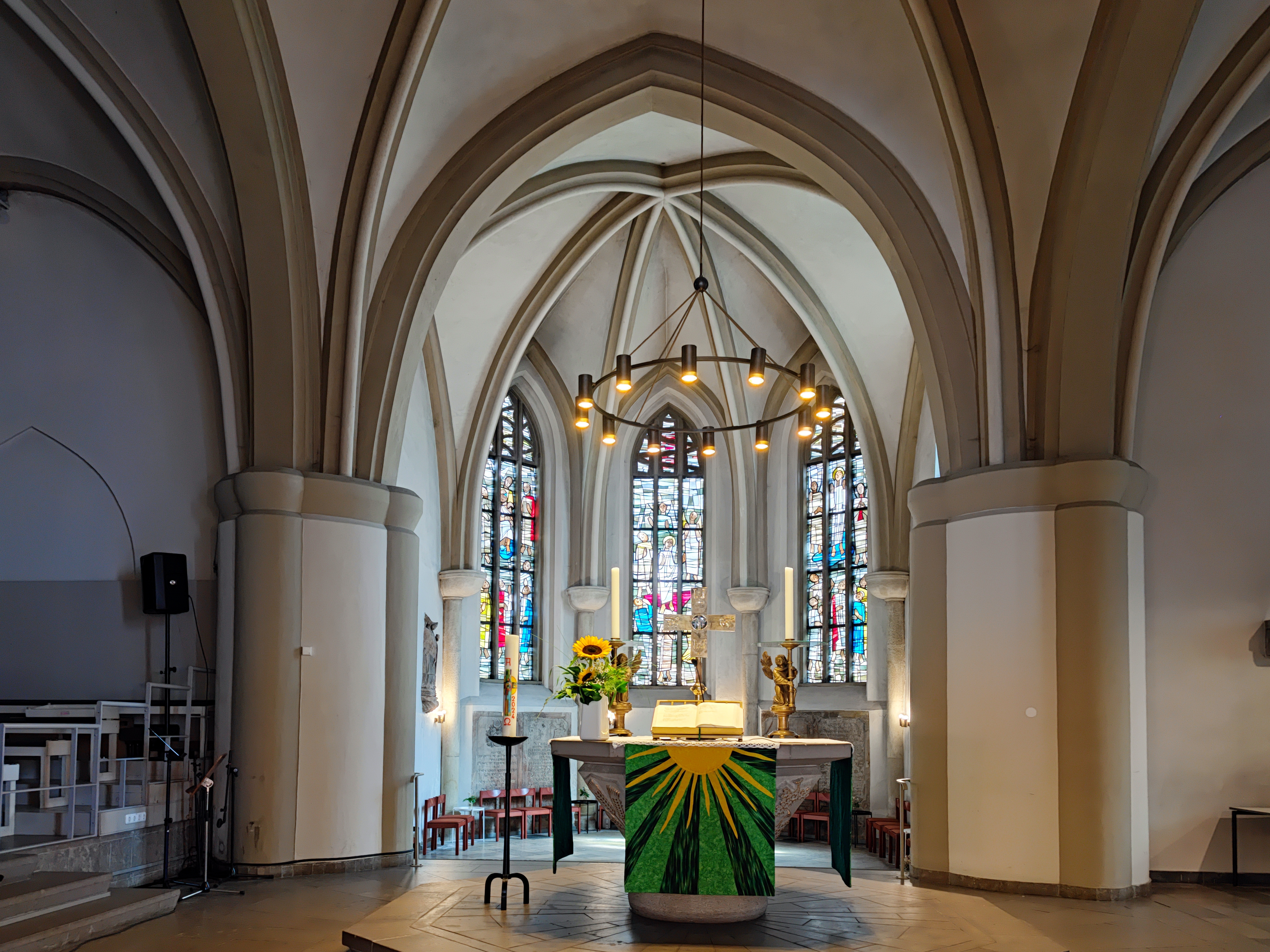
Marktkirche St. Nicolai: Chorraum

Die Kanzel befindet sich am nordwestlichen Vierungspfeiler. Der Korb ist eine Rekonstruktion des Hamelner Tischlermeisters Dörries, wohingegen Figuren und Reliefs noch Originale des hannoverschen Hofbildhauers Johann Friedrich Ziesenis von 1768 sind. Die farbliche Neugestaltung übernahm der Kirchenmaler Droste aus Rinteln. Die Reliefs zeigen von rechts nach links: Christus im Garten von Gethsemane, die Kreuztragung, die Kreuzigung, die Kreuzabnahme, die Grablegung und das offene Grab. Die Frauenfiguren stellen den Glauben, die Liebe, die Hoffnung, die Kirche und den Alten Bund dar.
Im linken Bogen neben der Kanzel sind die erhaltenen Reste des barocken Hochaltars von Ziesenis aufgehängt. Die Figuren stellen die vier Evangelisten, Christus und Gott Vater als Schöpfer der Welt dar. Außerdem ist noch das Abendmahlsrelief der ehemaligen Predella zu sehen.

### Taufstein
Der achteckige Taufstein aus Sandstein stammt vom Anfang des 17. Jahrhunderts. Er besteht aus einem Sockel mit profiliertem Fuß, einem Schaft und einem Becken. An den Seiten sieht man Fruchtgehänge, Masken und Engelsköpfe im Stil der Weserrenaissance. Bei dem Brand am 5. April 1945 wurde die Taufe schwer beschädigt und später vom Bildhauer Gienke aus Eschershausen restauriert.

### Orgel

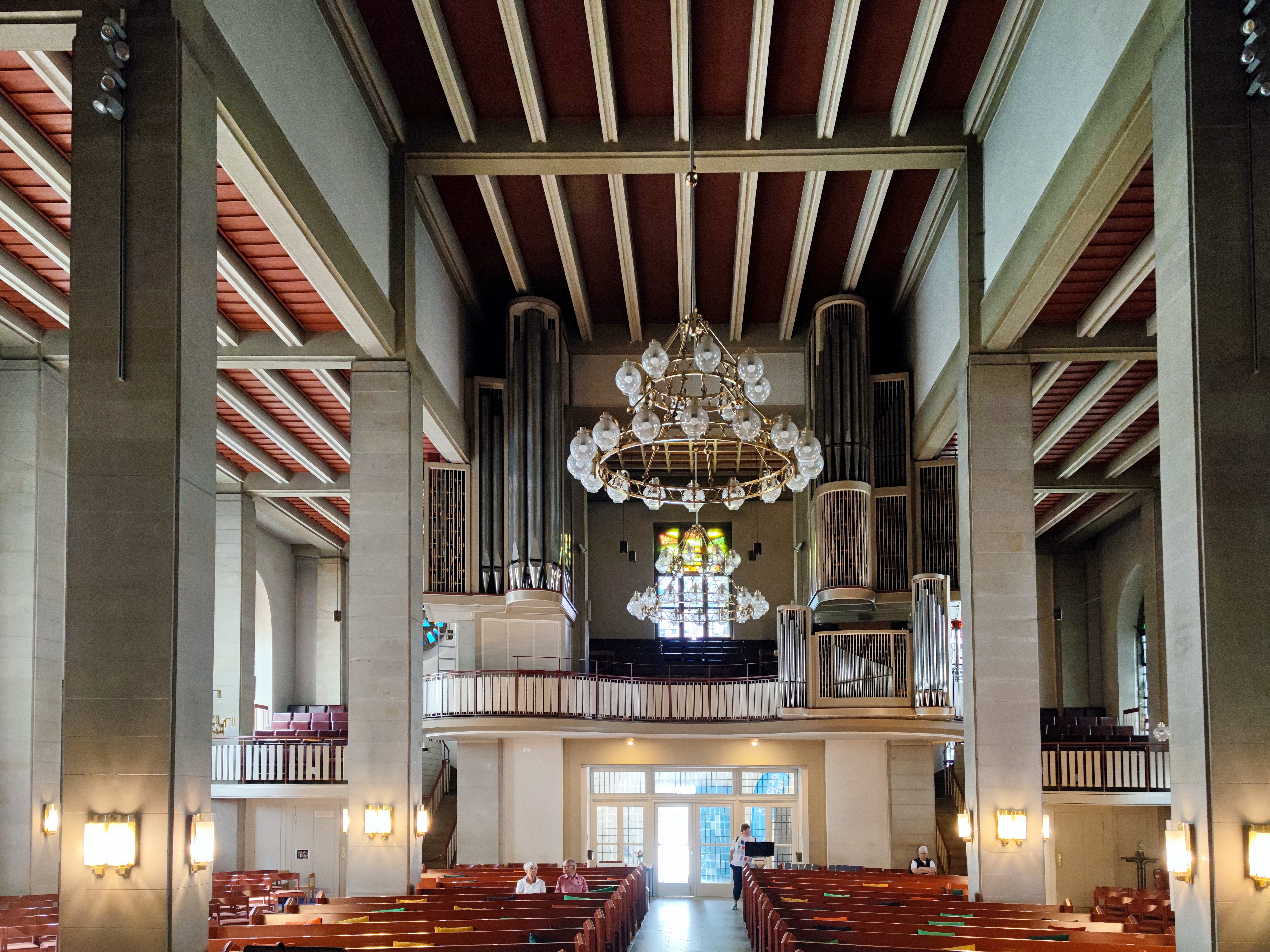
Marktkirche St. Nicolai: Empore mit Orgel

Die Orgel wurde 1966 durch Rudolf von Beckerath aus Hamburg mit 39 Registern auf drei Manualen mit Pedal gebaut. 1991 wurde das Instrument von der Firma Goll aus Luzern überholt, umdisponiert und dabei dem Rückpositiv ein Prinzipal 8′ hinzugefügt. Nach einem Wasserschaden im Jahr 1998 musste die Orgel von der Firma Rietzsch aus Hiddestorf restauriert werden. Dazu baute man von der Firma Muhleisen aus Straßburg einen elektronischen Registerspeicher mit 16.000 möglichen Vorprogrammierungen ein. 2003 kam es zu Spätfolgen des Wasserschadens und die Orgel musste erneut repariert werden, diesmal durch die Gebrüder Hillebrand aus Altwarmbüchen. Zusätzlich baute man im Pedal einen leisen Subbass 16′ ein. Die Orgel hat nunmehr 41 Register.
| I Rückpositiv C–g3 |                 |       |
| 1.                 | Gedackt         | 8′    |
| 2.                 | Suavial         | 8′    |
| 3.                 | Prinzipal       | 4′    |
| 4.                 | Rohrflöte       | 4′    |
| 5.                 | Oktave          | 2′    |
| 6.                 | Quinte          | 1 ⁄3′ |
| 7.                 | Sesquialtera II |       |
| 8.                 | Scharff IV      | 1′    |
| 9.                 | Dulzian         | 16′   |
| 10.                | Krummhorn       | 8′    |
|                    | Tremulant       |       |

| II Hauptwerk C–g3 |              |       |
| 11.               | Gedackt      | 16′   |
| 12.               | Prinzipal    | 8′    |
| 13.               | Gemshorn     | 8′    |
| 14.               | Rohrflöte    | 8′    |
| 15.               | Oktave       | 4′    |
| 16.               | Spielflöte   | 4′    |
| 17.               | Nasat        | 3′    |
| 18.               | Oktave       | 2′    |
| 19.               | Mixtur IV–VI | 1 ⁄3′ |
| 20.               | Trompete     | 8′    |
|                   | Tremulant    |       |

| III Schwellwerk C–g3 |                      |    |
| 21.                  | Gedackt              | 8′ |
| 22.                  | Gambe                | 8′ |
| 23.                  | Schwebung (ab g)     | 8′ |
| 24.                  | Blockflöte           | 4′ |
| 25.                  | Violprinzipal        | 4′ |
| 26.                  | Waldflöte            | 2′ |
| 27.                  | Cornett III (ab fis) |    |
| 28.                  | Mixtur II            | 1′ |
| 29.                  | Trompete             | 8′ |
| 30.                  | Oboe                 | 8′ |

| Pedal C–f1 |           |     |
| 31.        | Untersatz | 32′ |
| 32.        | Prinzipal | 16′ |
| 33.        | Subbass   | 16′ |
| 34.        | Oktave    | 8′  |
| 35.        | Rohrbass  | 8′  |
| 36.        | Oktave    | 4′  |
| 37.        | Nachthorn | 2′  |
| 38.        | Mixtur IV |     |
| 39.        | Posaune   | 16′ |
| 40.        | Trompete  | 8′  |
| 41.        | Trompete  | 4′  |

- Koppeln: I/II, III/II, III/I, I/P, II/P, III/P
- Spielhilfen: 256fache Setzeranlage

## Veranstaltungen
In der Marktkirche finden regelmäßig Konzerte statt. Im Früh- und im Spätjahr findet jeweils ein großes Oratorienkonzert der durch Stefan Vanselow geleiteten Hamelner Kantorei statt. Zudem gibt es am 2. Weihnachtsfeiertag einen Kantatengottesdienst. Von Mai bis August jeden Jahres gibt es die Reihe Orgelmusik am Donnerstag.